# Пшияхо
Пшияхо — річка в Туапсинському районі Краснодарського краю. Притока річки Туапсе.
Пшияхо бере початок на північно-західному схилі Кавказького хребта у гір Два Брата і Семіглава. Впадає в річку Туапсе біля села Георгієвське. Довжина — 19 км.